# Patum de Berga
La Patum de Berga est une fête traditionnelle et populaire catalane ayant lieu dans la ville de Berga (située au nord de Barcelone). Elle consiste en une série de représentations théâtrales et de défilés de personnages divers dans la rue. La présence de feux et de pyrotechnie, comme une grande participation citoyenne, en sont caractéristiques.
« La Patum de Berga » a été proclamé en 2005 puis inscrit en 2008 sur la liste représentative du patrimoine culturel immatériel de l'humanité par l’UNESCO.
Dans la ville de Berga conservé la plus ancienne référence documentée de la fête de Corpus Christi et la procession correspond au 20 mai 1454. 

## Personnages
- Tabal (Grand tambour)
- Turcs i Cavallets (Turcs et Chevalets). (1828)[3]
- Maces (Pilons). (1628).
- Guites (Mules rueuses). (1626 -Guita Grossa-, 1890 -Guita Xica-).
- Àliga (Aigle). (1756).
- Nans Vells (Nains à grosse tête (vieux)). (1853).
- Gegants (Géants).(1695).
- Nans nous (Nains à grosse tête (nouveaux)). (1890).
- Plens (Diables de feu). (1628).
- Tirabols

## Histoire
La Patum est née au XIVe siècle. À cette époque elle s’appelait « Bulla ». Elle est probablement le résultat de la sacralisation de fêtes ancestrales.

## galerie d'images

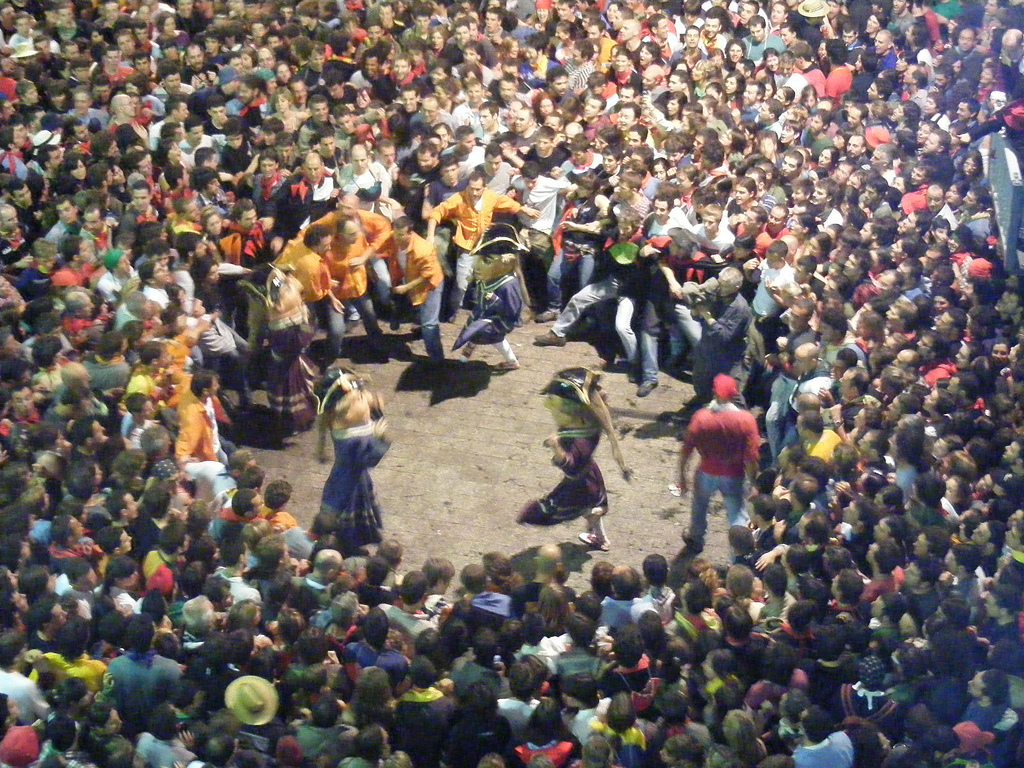
Danse de Nans Vells
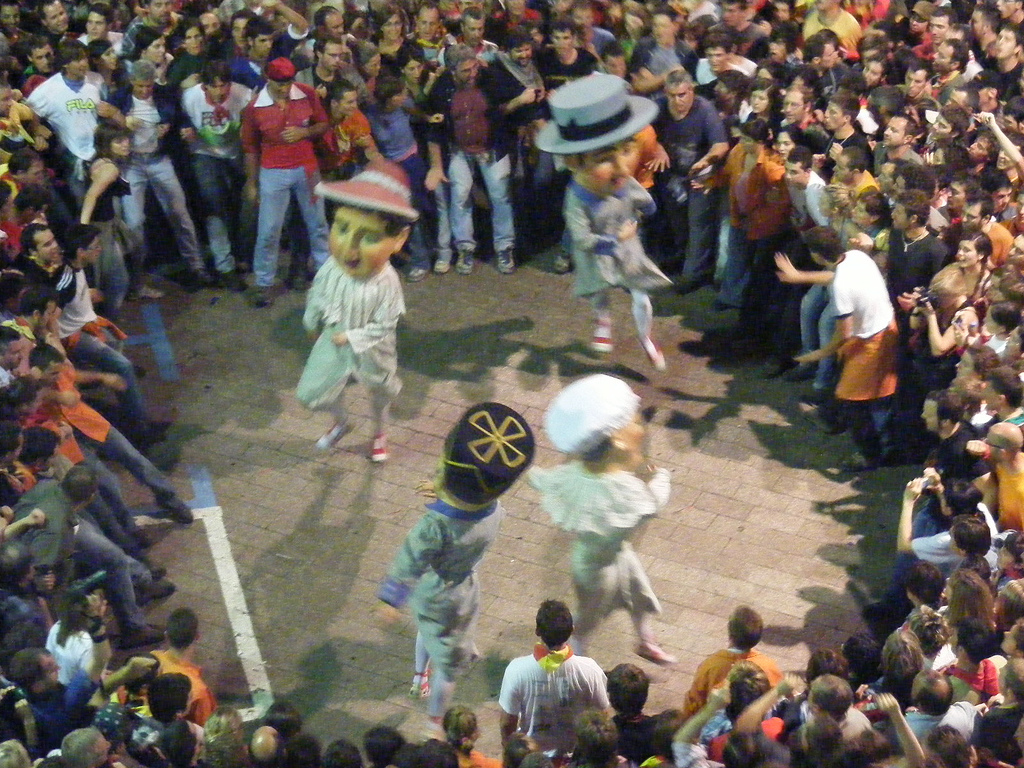
Danse de Nans Nous
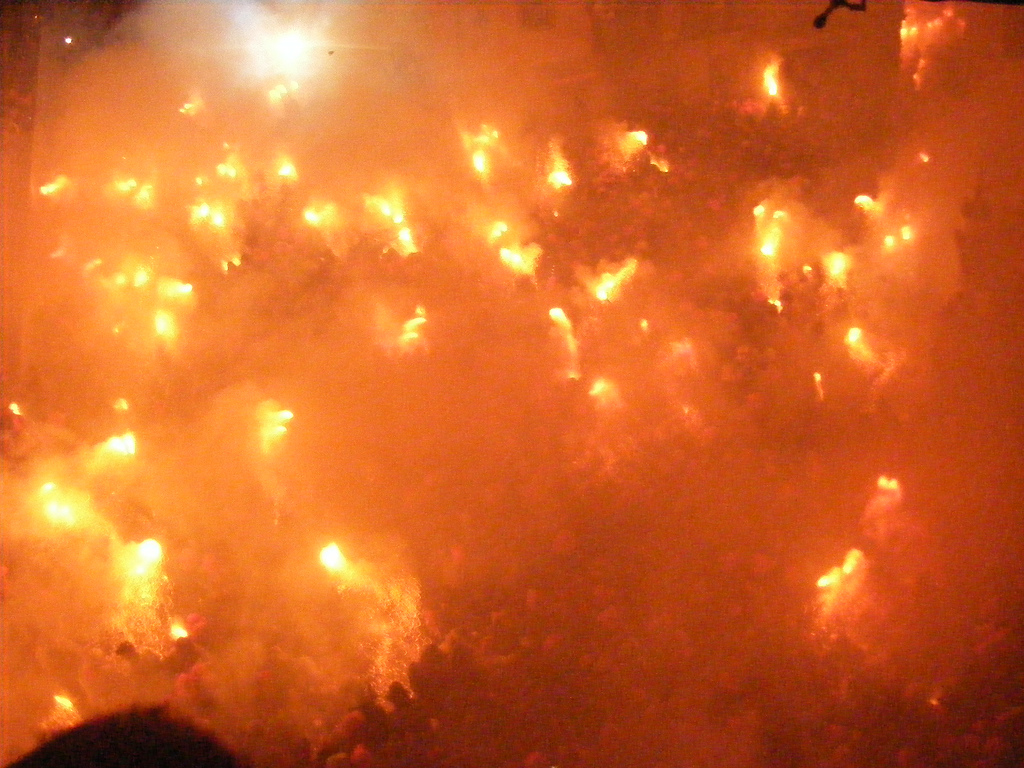
Saut de Plens
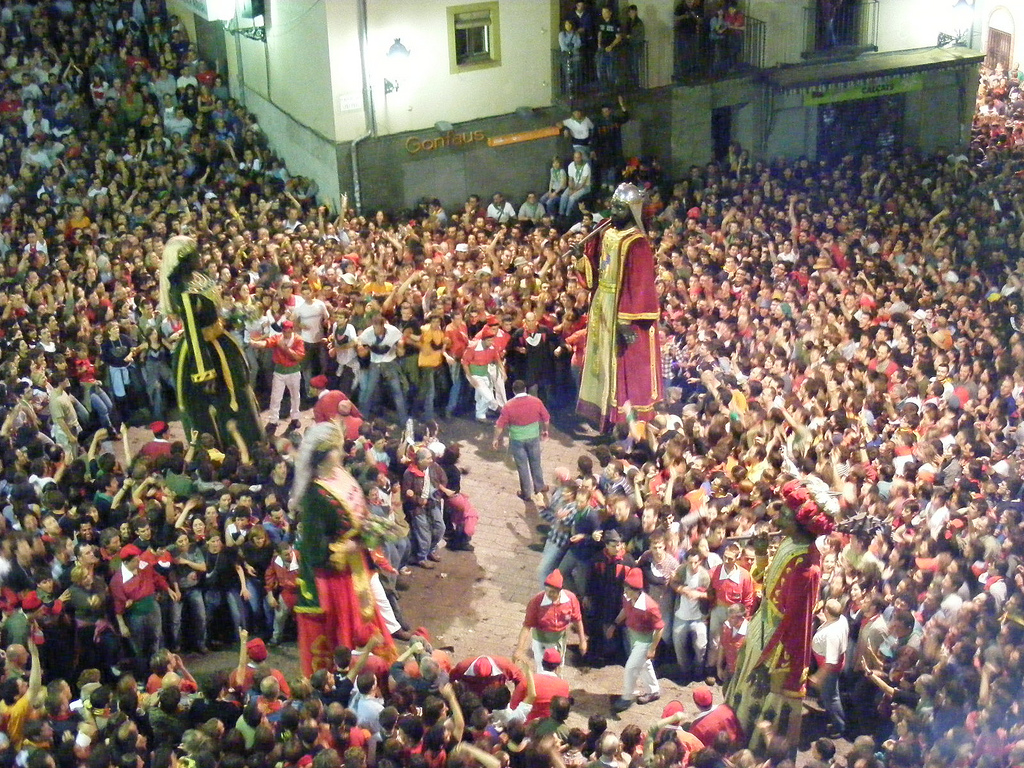
Danse de Gegants
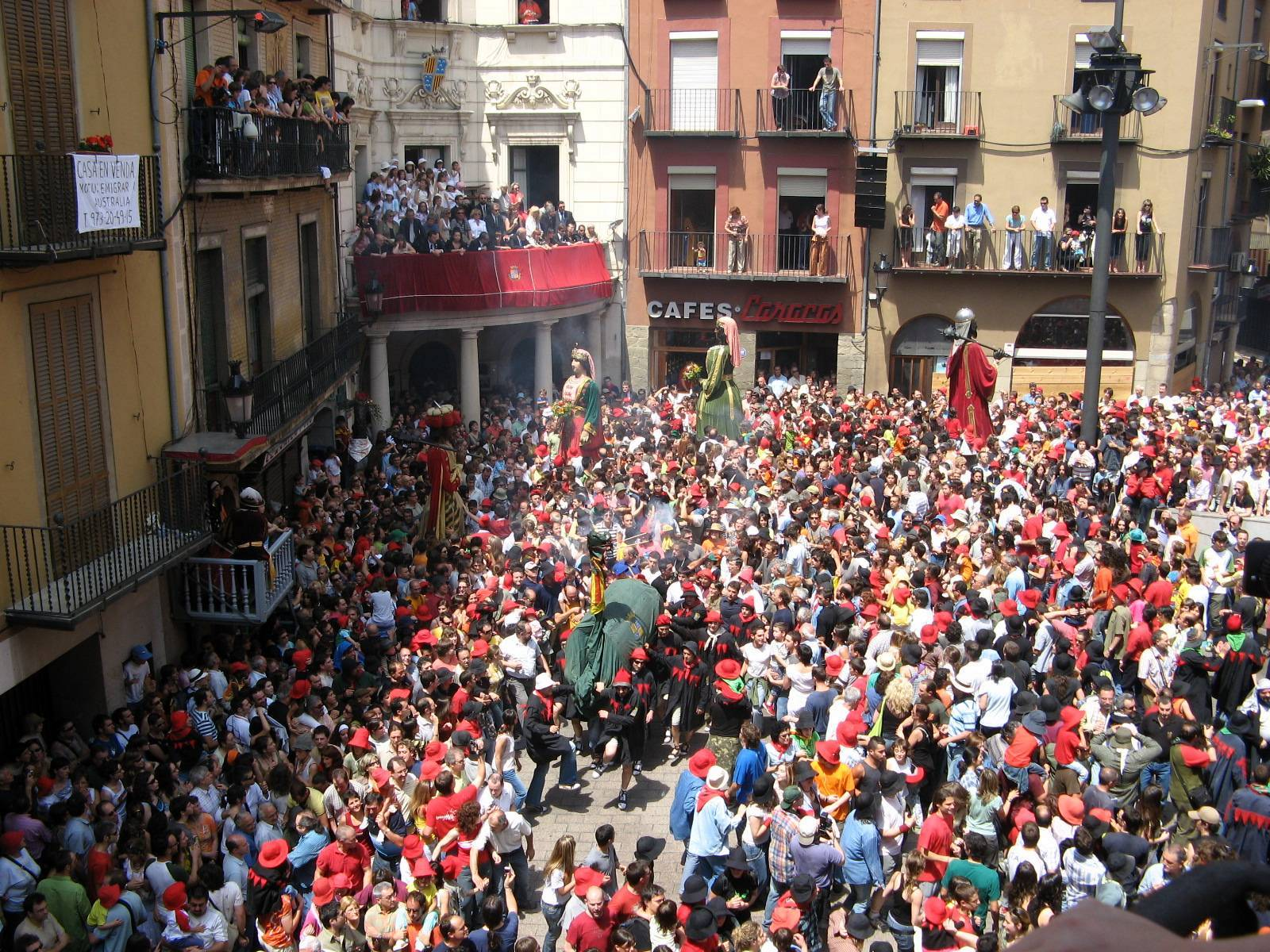
Patum de lluïment
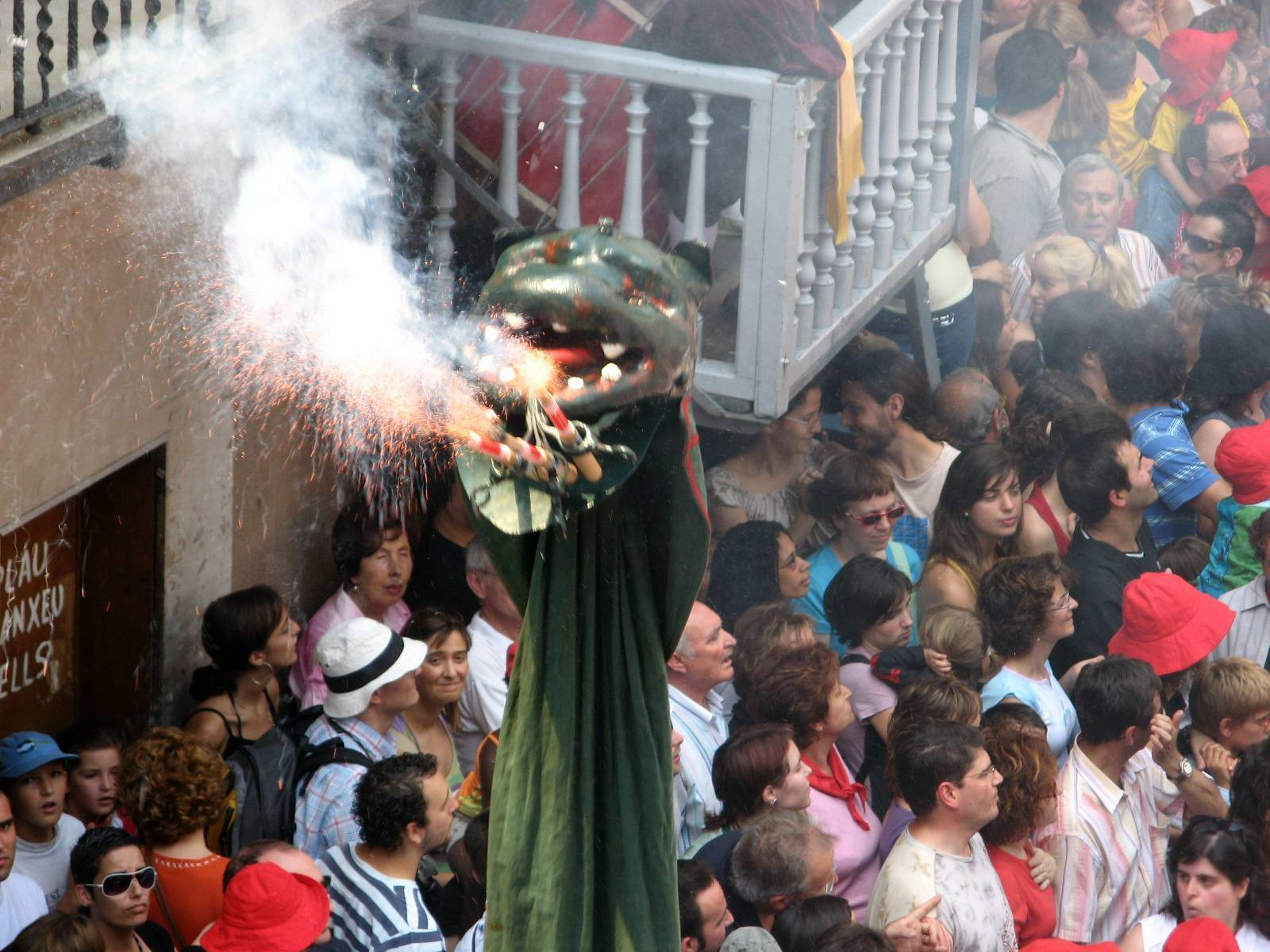
Guita Grossa